# Terra Nil
Terra Nil — компьютерная игра в жанре стратегии, разработанная компанией Free Lives и изданная Devolver Digital. Игра вышла под Windows, Android и iOS 28 марта 2023 года.
Механика Terra Nil напоминает обычный градостроительный симулятор, однако задачей игрока является рекультивация: восстановление флоры и фауны на безжизненном участке, а затем — уничтожение всех возведённых во время игры структур. Разработчики называют его «обратным градостроительным симулятором».

## Разработка

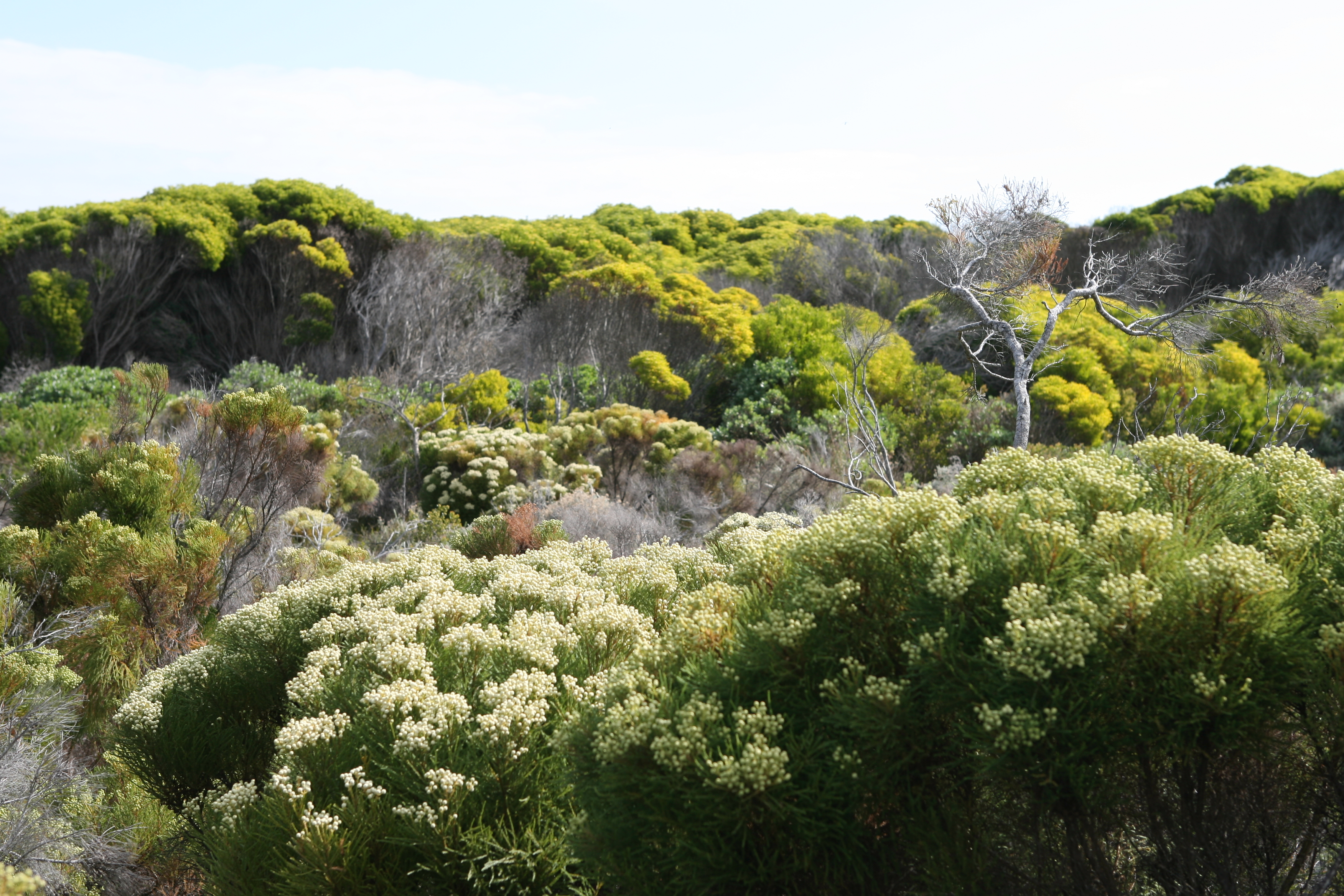
Финбос на Капском полуострове

Прототип Terra Nil с пиксельной графикой, работающий под Windows, macOS и Linux, был создан Сэмом Элфредом, Джонатаном Хауюном и Джередом Лантом, которые опубликовали его на платформе itch.io, прототип занял 4-е место на 45-м конкурсе Ludum Dare. Затем разработчики заключили соглашение с Free Lives, после чего Devolver Digital подписали контракт с Free Lives на издание полноценной игры.
Terra Nil использует движок Unity. Бесплатное демо Terra Nil вышло в Steam во время фестиваля демоверсий Next Fest 16 июня 2021 года.
Геймдизайнер Сэм Элфред рассказал CNET, что идея игры пришла троице разработчиков, когда они увидели тему Ludum Dare—45 — «начни с нуля»; они вдохновлялись местной экосистемой, где экологический баланс держится на разрастании финбоса, который затем горит, после чего начинает захватывать пепелище заново. В интервью Wired Элфред сообщил, что его команда, с одной стороны, старалась создать у игроков ощущение, что они занимаются садоводством, а с другой — не пыталась сделать «аполитичную» игру, так как это стремление само по себе является политической позицией. Аналогичные соображения о политике в видеоиграх высказывал арт-директор Хауюн.

## Геймплей

Ранний этап геймплея: игрок выбирает, куда установить ирригатор, добавляющий на карту траву

Игрок видит на экране участок земли в изометрии, напоминающей классические градостроительные симуляторы. Изначально он не имеет ни воды, ни растительности, ни плодородной почвы. Игрок должен построить ветряки либо другие источники электричества, после чего восстановить плодородие почвы и засадить достаточную площадь растениями. Помимо этого игроку доступны средства изменения климата: повышения и понижения влажности и температуры, что требуется для различных строений, а достижение некоторых значений температуры и влажности является побочной целью игры.
Растения фактически являются ресурсом в Terra Nil: появление новой зелени на карте добавляет очки, которые можно потратить на возведение новых зданий. Если игрок тратит все очки и не может больше ничего построить, игра предлагает переиграть текущий этап или всю карту заново.
Затем игра переходит на следующий уровень, требующий увеличения видового разнообразия на карте. Требования второго уровня зависят от того, в каком биоме находится игрок, они требуют посадок различных видов растений (лес, мангровые болота, тундра, бурые водоросли, подсолнухи и так далее); некоторые виды растений требуют проведения контролируемых поджогов травы, так как растут только на пепле. На третьем этапе игрок заселяет карту животными, определив лучшие места для их проживания, а затем отправляет дрон разрушить все строения и забрать их остатки на космический корабль, который после этого отправляется к следующему биому.
После прохождения всех четырёх биомов игра предлагает более сложные версии каждого из них, требующие более стратегического мышления. Terra Nil также требует от игрока помнить о балансе и планировать свои действия заранее, так как, к примеру, расставив здания слишком далеко от водных путей, их невозможно разобрать плавучим дроном.

## Отзывы
Terra Nil получила положительные отзывы критиков. Её хвалили за новаторскую идею, требующую уничтожить все следы своего пребывания. Несколько рецензентов назвали Terra Nil «глотком свежего воздуха» благодаря её расслабленному игровому процессу и удовлетворению от окончания процесса рекультивации. Геймплей игры во всех рецензиях посчитали «расслабляющим». IrishRevs сочли игру «лекарством от эко-стресса» из-за изменения климата, а в Kotaku отметили, что игра не пытается делать вид, что она предлагает решения для реального мира. Сэм Лавридж с GamesRadar назвала Terra Nil «градостроительным симулятором без городов».
Рецензенты сравнивали графику Terra Nil с фильмами студии Ghibli и хвалили спокойный и «мирный» саундтрек. Арт-директор Джонатан Хауюн прямо указывал на то, что команда вдохновлялась произведениями Ghibli, которые часто поднимают вопросы экологии. Несколько рецензентов отмечали невысокое качество анимации и графики в целом, однако все они сочли, что это не снижает удовольствия от наблюдения за полностью восстановленной экосистемой. Другие же посчитали, что игра «выглядит просто замечательно».
Рецензенты Kotaku и Eurogamer были удивлены тем, что эту игру разработала компания Free Lives, которая до этого выпустила несколько комедийных игр с жестоким юмором и зашкаливающим динамизмом. Они оба также похвалили геймплей и интерфейс и отметили, что «игру легко запороть, пытаясь вернуть в мир как можно больше растительности». Сэм Лавридж, помимо этого, положительно оценила минимальное количество обучающей информации и то, что по мере игры в неё хочется играть всё больше, в том числе переигрывая уже законченные уровни с новыми знаниями.
Некоторые критики указывали на краткость игры (около 10 часов для прохождения первой версии всех биомов) и линейный процесс восстановления экосистемы, однако всё равно дали Terra Nil положительную оценку.